# ISO 3166-2:LU
ISO 3166-2:LU es la entrada para Luxemburgo en ISO 3166-2, parte de los códigos de normalización ISO 3166 publicados por la Organización Internacional de Normalización (ISO), que define los códigos para los nombres de las principales subdivisiones (p.ej., provincias o estados) de todos los países codificados en ISO 3166-1.
En la actualidad, para Luxemburgo, los códigos ISO 3166-2 se definen para 12 cantones.
Cada código consta de dos partes, separadas por un guion. La primera parte es LU, el código ISO 3166-1 alfa-2 para Luxemburgo. La segunda parte tiene dos letras.

## Códigos actuales
Los nombres de las subdivisiones se ordenan según el estándar ISO 3166-2 publicado por la Agencia de Mantenimiento ISO 3166 (ISO 3166/MA).
Los códigos ISO 639 se usan para representar los nombres de las subdivisiones en los siguientes idiomas oficiales:
- (de): Alemán
- (fr): Francés
- (lb): Luxemburgués

Pulsa sobre el botón en la cabecera para ordenar cada columna.
| Código | Nombre de la subdivisión (de) | Nombre de la subdivisión (fr) | Nombre de la subdivisión (lb) | Nombre de la subdivisión (es) | Distrito     |
| ------ | ----------------------------- | ----------------------------- | ----------------------------- | ----------------------------- | ------------ |
| LU-CA  | Capellen                      | Capellen                      | Kapellen                      | Capellen                      | Luxemburgo   |
| LU-CL  | Clerf                         | Clervaux                      | Klierf                        | Clervaux                      | Diekirch     |
| LU-DI  | Diekirch                      | Diekirch                      | Diekrech                      | Diekirch                      | Diekirch     |
| LU-EC  | Echternach                    | Echternach                    | Iechternach                   | Echternach                    | Grevenmacher |
| LU-ES  | Esch an der Alzette           | Esch-sur-Alzette              | Esch-Uelzecht                 | Esch-sur-Alzette              | Luxemburgo   |
| LU-GR  | Grevenmacher                  | Grevenmacher                  | Gréivemaacher                 | Grevenmacher                  | Grevenmacher |
| LU-LU  | Luxemburg                     | Luxembourg                    | Lëtzebuerg                    | Luxemburgo                    | Luxemburgo   |
| LU-ME  | Mersch                        | Mersch                        | Miersch                       | Mersch                        | Luxemburgo   |
| LU-RD  | Redingen                      | Redange                       | Réiden-Atert                  | Redange                       | Diekirch     |
| LU-RM  | Remich                        | Remich                        | Réimech                       | Remich                        | Grevenmacher |
| LU-VD  | Vianden                       | Vianden                       | Veianen                       | Vianden                       | Diekirch     |
| LU-WI  | Wiltz                         | Wiltz                         | Wolz                          | Wiltz                         | Diekirch     |

## Códigos anteriores
Antes de 2015, ISO 3166-2 los códigos se definían para 3 distritos.
Pulsa sobre el botón en la cabecera para ordenar cada columna.
| Código anterior | Nombre de la subdivisión                         |
| --------------- | ------------------------------------------------ |
| LU-D            | Diekirch (de, lb)                                |
| LU-G            | Grevenmacher (de, lb)                            |
| LU-L            | Luxembourg (fr), Luxemburg (de), Lëtzebuerg (lb) |